# KR Водолея
KR Водолея (лат. KR Aquarii), HD 210687 — одиночная переменная звезда в созвездии Водолея на расстоянии (вычисленном из значения параллакса) приблизительно 3082 световых лет (около 945 парсеков) от Солнца. Видимая звёздная величина звезды — от +7,36m до +7,25m.

## Характеристики
KR Водолея — красный гигант, пульсирующая медленная неправильная переменная звезда (LB) спектрального класса M0 или M2III. Эффективная температура — около 3784 К.